# تو الليل (برنامج)
تو الليل، برنامج حواري، يعتبر البرنامج الحواري الحائز على أعلى نسبة مشاهدة في الكويت. وهو برنامج منّوع يسلط الضوء على العديد من القضايا ويستضيف أبرز الشخصيات في البلاد والوطن العربي.